# Вуппенау
Вуппенау (нім. Wuppenau) — громада  в Швейцарії в кантоні Тургау, округ Вайнфельден.

## Географія
Вуппенау має площу 12,1 км², з яких на 7,5% дозволяється будівництво (житлове та будівництво доріг), 73,7% використовуються в сільськогосподарських цілях, 18,7% зайнято лісами, 0,1% не є продуктивними (річки, льодовики або гори).

## Демографія
2019 року в громаді мешкало 1118 осіб (+7,8% порівняно з 2010 роком), іноземців було 7%. Густота населення становила 92 осіб/км².
За віковим діапазоном населення розподілялося таким чином: 26% — особи молодші 20 років, 57,5% — особи у віці 20—64 років, 16,5% — особи у віці 65 років та старші. Було 426 помешкань (у середньому 2,6 особи в помешканні).
Із загальної кількості 411 працюючого 127 було зайнятих в первинному секторі, 100 — в обробній промисловості, 184 — в галузі послуг.